# Capitolium Vetus
Il Capitolium Vetus era un santuario arcaico di Roma antica situato sul colle Quirinale.
Era dedicato alla Triade Capitolina (Giove, Giunone, Minerva), la triade protettrice di Roma adorata nel tempio di Giove Capitolino, che sarebbe stata celebrata qui ben prima che sul Campidoglio.
La localizzazione esatta dell'antico complesso doveva essere all'incrocio tra le attuali via del Quirinale e via delle Quattro Fontane, sul lato verso piazza Barberini, dove si trovava anche il tempio di Quirino.